# Real Ánimas de Sayula
Real Ánimas de Sayula Club de Fútbol es un equipo de fútbol profesional de México, que milita en la Tercera División de México y tiene su sede en la ciudad de Sayula, Jalisco.

## Historia
El equipo fue fundado en octubre de 2015, sin embargo fue presentado manera oficial hasta mediados de 2016 para ser inscrito en la Tercera División a partir de la temporada 2016-2017. Antes de la creación de este club ya habían existido algunas escuadras representativas de la localidad como lo fueron los clubes Alianza de Sayula, Cachorros de Sayula y Tecos Sayula, aunque todos ellos habían sido equipos filiales de escuadras de categorías superiores del fútbol mexicano.
El equipo debutó de manera oficial el 10 de septiembre de 2016, en ese partido fueron derrotados por el Atlético Tecomán con marcador de 0-1, la primera victoria del club llegó el 24 de septiembre tras imponerse a Escuela de Fútbol Chivas por 2-1.
En la temporada 2020-2021 el equipo clasificó a su primera liguilla tras finalizar en la cuarta posición del grupo X con 76 puntos. Sin embargo el equipo únicamente alcanzaría la ronda de octavos de final de su zona tras caer eliminados por Mazorqueros Fútbol Club, equipo que es el mayor rival de las Ánimas.
En la temporada 2021-2022 el equipo consiguió su mayor logro hasta el momento cuando consiguió clasificarse a la final de zona de la Tercera División, tras eliminar a los clubes London F.C., Petroleros Querétaro, Atlético Leonés y Titanes de Querétaro. Finalmente el equipo se quedó a un paso del ascenso a la Segunda División al caer derrotado en la penales tanda de penales disputada en el partido de ascenso ante el Club Deportivo Avispones de Chilpancingo, luego de que ambos clubes empataran a tres goles en el tiempo regular. Para la siguiente temporada el equipo tuvo un mal desempeño durante la primera mitad de la temporada, por lo que finalmente no pudo acceder a la fase de liguilla.

## Estadio
Real Ánimas de Sayula juega sus partidos como local en el Estadio Gustavo Díaz Ordaz, el cual tiene una capacidad aproximada para albergar a 4,000 espectadores.

## Rivalidad
El equipo tenía una fuerte rivalidad con el Mazorqueros Fútbol Club de Ciudad Guzmán, debido a que la distancia entre ambas ciudades es de aproximadamente 30 kilómetros. El partido llevaba el nombre de Clásico del Sur por tratarse de las dos ciudades más importantes de esa zona del estado de Jalisco, desde 2020 ese clásico se llevaba a cabo contra el equipo "B" de Mazorqueros debido a que el cuadro principal había conseguido jugar en la Liga Premier, una categoría por encima de la Liga TDP, en 2022 se disputó el último encuentro debido a la reestructura del equipo de Ciudad Guzmán y su posterior desaparición en 2023.

## Temporadas
| Temporada | División           | Posición                       |
| --------- | ------------------ | ------------------------------ |
| 2016/2017 | 5.Tercera División | 12o. Grupo X                   |
| 2017/2018 | 5.Tercera División | 10o. Grupo X                   |
| 2018/2019 | 5.Tercera División | 16o. Grupo X                   |
| 2019/2020 | 5.Tercera División | 11o. Grupo X                   |
| 2020/2021 | 5.Tercera División | 4o. Grupo X (Octavos)          |
| 2021/2022 | 5.Tercera División | 2o. Grupo XIII (Final de Zona) |
| 2022/2023 | 5.Tercera División | 9o. Grupo XIV                  |